# BROSS
BROSS（ブロス）は、日本のラテン・ポップバンド。キャッチコピーは「性的ラテン感覚集団」。
1993年7月、Sony Recordsからシングル「あなたに逢いに行かなくちゃ」でデビュー。レーベル内で4枚のシングルと2枚のアルバムをリリースしたのち、解散。

## メンバー
- ロドリゲス大島（ボーカル）
- セニョール・ペペ植田（ボーカル）
- ベンジャミン富田（キーボード）
- トレメンダス寺田（ギター）
- 越後屋安兵衛（ベース）
- アミーゴ梶原（サックス）
- アイルトン・セガ（ドラムス）

## ディスコグラフィ

### 参加作品
| 発売日        | タイトル                                         | 規格品番  | 曲順 | 楽曲                       |
| ------------- | ------------------------------------------------ | --------- | ---- | -------------------------- |
| 1994年1月21日 | トレンディー・ドラマ・TVテーマ・ヒット・ソングス | SRCL-2820 | M.9  | あなたに逢いに行かなくちゃ |
| 1995年4月12日 | トレンディー・ドラマ・TVテーマ・ヒット・ソングス | SRCL-3191 | M.11 | 愛の嵐                     |

## タイアップ一覧
| 使用年 | 曲名                       | タイアップ                                                        |
| ------ | -------------------------- | ----------------------------------------------------------------- |
| 1993年 | あなたに逢いに行かなくちゃ | TBS系『たけし・所のドラキュラが狙ってる』エンディングテーマ       |
| 1993年 | 大切にしたい夜             | TBS系『COUNT DOWN TV』エンディングテーマ                          |
| 1994年 | サラバ涙の夜               | 日本テレビ系『スポーツうるぐす』テーマソング                      |
| 1994年 | 愛の嵐                     | テレビ朝日系『ウィークエンドライブ 週刊地球TV』オープニングテーマ |